# Sites mégalithiques du Loiret
La liste des sites mégalithiques du Loiret présente les sites mégalithiques situés sur le territoire du département du Loiret (région Centre-Val de Loire), en France.
| \| Orléans Montargis Pithiviers \| Répartition géographique des mégalithes dans le Loiret. · : dolmen - : menhir - : autre site mégalithique |
| Orléans Montargis Pithiviers |

## Inventaire
| Monument                           | Commune                    | Remarque                                        | Protection        | Coordonnées                                          | Illustration                     |
| ---------------------------------- | -------------------------- | ----------------------------------------------- | ----------------- | ---------------------------------------------------- | -------------------------------- |
| La Pierre Clouée                   | Andonville                 | dolmen                                          | Classé MH (1889)  | 48° 15′ 30″ N, 2° 01′ 19″ E                          | La Pierre Clouée                 |
| Dolmen de la Mouïse                | Baccon                     |                                                 | Classé MH (1979)  | 47° 52′ 42″ N, 1° 36′ 12″ E                          | Dolmen de la Mouïse              |
| Tumulus de Baccon                  | Baccon                     |                                                 | Inscrit MH (1980) | 47° 52′ 41″ N, 1° 36′ 14″ E                          | Tumulus de Baccon                |
| La Pierre aux Fées                 | Cepoy                      | menhir                                          | Classé MH (1977)  | 48° 02′ 46″ N, 2° 45′ 02″ E                          | La Pierre aux Fées               |
| Polissoirs et menhir de Coinche    | Chantecoq                  |                                                 | Classé MH (1986)  | 48° 03′ 54″ N, 2° 58′ 35″ E                          | Polissoir et menhir de Chantecoq |
| La Pierre du Carreau               | La Chapelle-Saint-Sépulcre | menhir                                          |                   |                                                      |                                  |
| La Pierre aux Sorciers             | Chevannes                  | menhir autre nom La Pierre de Justice           |                   | 48° 08′ 08″ N, 2° 51′ 34″ E                          | La Pierre aux Sorciers           |
| Menhir de Chuelles                 | Chuelles                   | autre nom : Menhir de Traîne-Cul                |                   | 48° 00′ 23″ N, 3° 00′ 03″ E                          | Menhir de Chuelles               |
| La Pierre d'Orcières               | Cravant                    | menhir                                          |                   |                                                      |                                  |
| Le Caillou Mercier                 | Dammarie-en-Puisaye        | menhir                                          |                   | 47° 37′ 37″ N, 2° 49′ 12″ E                          |                                  |
| Menhir de Dordives                 | Dordives                   |                                                 | détruit           |                                                      |                                  |
| Dolmen de Coulmiers                | Épieds-en-Beauce           |                                                 | Classé MH (1900)  | 47° 57′ 29″ N, 1° 39′ 33″ E                          | Dolmen de Coulmiers              |
| La Pierre Couchée                  | Ferrières-en-Gâtinais      | menhir                                          |                   |                                                      |                                  |
| Polissoir de Ferrières en Gâtinais | Ferrières-en-Gâtinais      |                                                 |                   |                                                      |                                  |
| Grosse Pierre                      | Fontenay-sur-Loing         | menhir autre nom, Pierre-aux-Fées               |                   |                                                      |                                  |
| Menhir du Bois de Champ Colon      | Gaubertin                  |                                                 |                   | 48° 07′ 47″ N, 2° 26′ 29″ E                          |                                  |
| Grande Pierre                      | Louzouer                   | menhir de la chaise autre nom, Pierre de Minuit | Inscrit MH (1983) | 48° 02′ 40″ N, 2° 51′ 48″ E                          | Grande Pierre                    |
| Dolmen de Mailleton                | Malesherbes                |                                                 | Classé MH (1979)  | 48° 15′ 59″ N, 2° 24′ 40″ E                          | Dolmen de Mailleton              |
| Polissoir de Mérinville            | Mérinville                 |                                                 |                   | 48° 06′ 17″ N, 2° 55′ 44″ E                          | Polissoir de Mérinville          |
| Menhir du Moulin                   | Montcresson                |                                                 |                   |                                                      |                                  |
| Dolmen de Montabon                 | Nargis                     |                                                 |                   |                                                      |                                  |
| Pierre du Gros Vilain              | Paucourt                   | menhir                                          |                   | 48° 02′ 20″ N, 2° 49′ 08″ E                          | La pierre du gros vilain         |
| La Grande Roche                    | Pers-en-Gâtinais           | menhir                                          |                   | 48° 06′ 42″ N, 2° 53′ 15″ E                          | Menhir de la grande roche        |
| Menhir de Monte-à-Peine            | Pers-en-Gâtinais           |                                                 |                   | 48° 06′ 58″ N, 2° 54′ 33″ E                          | Menhir de monte à peine          |
| Menhir du Bois de Forville         | Pers-en-Gâtinais           |                                                 |                   | 48° 06′ 34″ N, 2° 53′ 58″ E                          | Menhir du Bois de Forville       |
| Pierre des Maréchaux               | Pressigny-les-Pins         | menhir                                          | détruit           |                                                      |                                  |
| Dolmen de la Pierre Luteau         | Ruan                       |                                                 | Inscrit MH (1987) | 48° 07′ 16″ N, 1° 54′ 41″ E                          | Dolmen du Luteau                 |
| Grosse Pierre                      | Saint-Firmin-sur-Loire     | menhir                                          |                   |                                                      |                                  |
| Menhir des Pierres Longues         | Saint-Gondon               | menhir                                          | Inscrit MH (1986) | 47° 42′ 07″ N, 2° 32′ 12″ E                          |                                  |
| Alignement de Courtempierre        | Sceaux-du-Gâtinais         |                                                 |                   | déplacé près de l'église 48° 06′ 14″ N, 2° 35′ 48″ E | Alignement de Courtempierre      |
| La Pierre du Marais                | Sceaux-du-Gâtinais         | menhir renversé                                 |                   | 48° 06′ 33″ N, 2° 34′ 12″ E                          | La pierre du marais              |
| Menhir des Renards                 | La Selle-sur-le-Bied       |                                                 |                   | 48° 04′ 49″ N, 2° 51′ 54″ E                          | Menhir des Renards               |
| Menhir du Ronceau                  | La Selle-sur-le-Bied       |                                                 |                   | 48° 04′ 46″ N, 2° 54′ 51″ E                          | Menhir du Ronceau                |
| Polissoir des Davaux               | La Selle-sur-le-Bied       |                                                 | Classé MH (1987)  | 48° 06′ 25″ N, 2° 54′ 07″ E                          | Polissoir des Davaux             |
| Grosse Pierre                      | Sougy                      | menhir                                          |                   |                                                      |                                  |
| Dolmen du Ver                      | Tavers                     |                                                 | Inscrit MH (1949) | 47° 44′ 34″ N, 1° 36′ 06″ E                          | Dolmen du Ver                    |
| Pierre du Vert-Galant              | Tavers                     | dolmen                                          | Classé MH (1948)  | 47° 46′ 05″ N, 1° 35′ 12″ E                          | Dolmen du Vert-Galant            |
| Pierre tournante                   | Tavers                     | dolmen                                          | Classé MH (1948)  | 47° 46′ 14″ N, 1° 35′ 16″ E                          | Pierre Tournante                 |